# ミュージくん
「ミュージくん」は、ローランド社が1988年より発売した、DTM（デスクトップミュージック）に関するソフトウェアのバンドル製品のシリーズ。MT-32などの音源モジュールとMIDIインターフェイス、「Ballade」「Singer Song Writer」「Score Grapher」といったミュージックシーケンサーソフトが同梱されている。
「Desk Top Music」という言葉が初めて使われた製品であり、後の同社製品「ミュージ郎」やヤマハの「HELLO!MUSIC!」などの、ミュージックシーケンサーソフトと音源モジュールを同梱したDTMバンドル製品の先がけとなった。また、それまで楽器が弾けず作曲できなかったホビー層にPCでの音楽制作を普及させ、プロの音楽家からアマチュアまでデジタル手法による音楽作りの世界を広げた。こうした歴史的意義や功績が評価され、2020年には、国立科学博物館の重要科学技術史資料（未来技術遺産）に登録されている。

## 主な製品
ミュージくん デスクトップ・ミュージック・システム（1988年発売）
音源としてMT-32を同梱。MIDIインタフェイスはMPU-PC98。同梱シーケンスソフトも「ミュージくん」である。
ミュージくん
音源としてSC-55ST-WHを同梱。
ミュージくん2（1997年6月発売）
音源としてSC-55Kを同梱。
ミュージくん88（1999年5月発売）
音源にSC-88STを同梱。シーケンスソフトとしてScore Grapher Lite Ver.2をバンドルし、その他収録されているソフトもパソコンで音楽作りを楽しむことを目的としたものになっており、本格的な音楽制作を目的としたパッケージである「ミュージ郎」シリーズとの棲み分けを図っている。

### Vミュージくんシリーズ
Vミュージくん（バーチャルミュージくん）では、音源モジュールの代わりにソフトウェアシンセサイザー「Virtual Sound Canvas」（VSC）が同梱されている。
Vミュージくん（1996年9月発売）
音源としてVSC-55を同梱。
Vミュージくん2（1997年6月発売）
音源としてVSC-88を同梱。
Vミュージくん88（1999年5月発売）
音源としてVSC-88を同梱。その他のバンドルソフトは「ミュージくん88」と同様。
Vミュージくん2000（2000年3月発売）
音源としてVSC Ver.3.2を、シーケンスソフトにScore Grapher Lite Ver.3をバンドルしている。
ミュージくん音楽教室（VSC Ver.3.2を同梱）
内容はそれまでのVミュージくんシリーズと大きな違いはないが、DTMパッケージというよりは単純に「パソコンを使って音楽を作る」ためのセットという性格を強く押し出していて、製品ページも「DTM」という語を用いずに、代わりにより専門性の薄い「コンピューター・ミュージック」という語が用いられている。